# Mirko Borsche

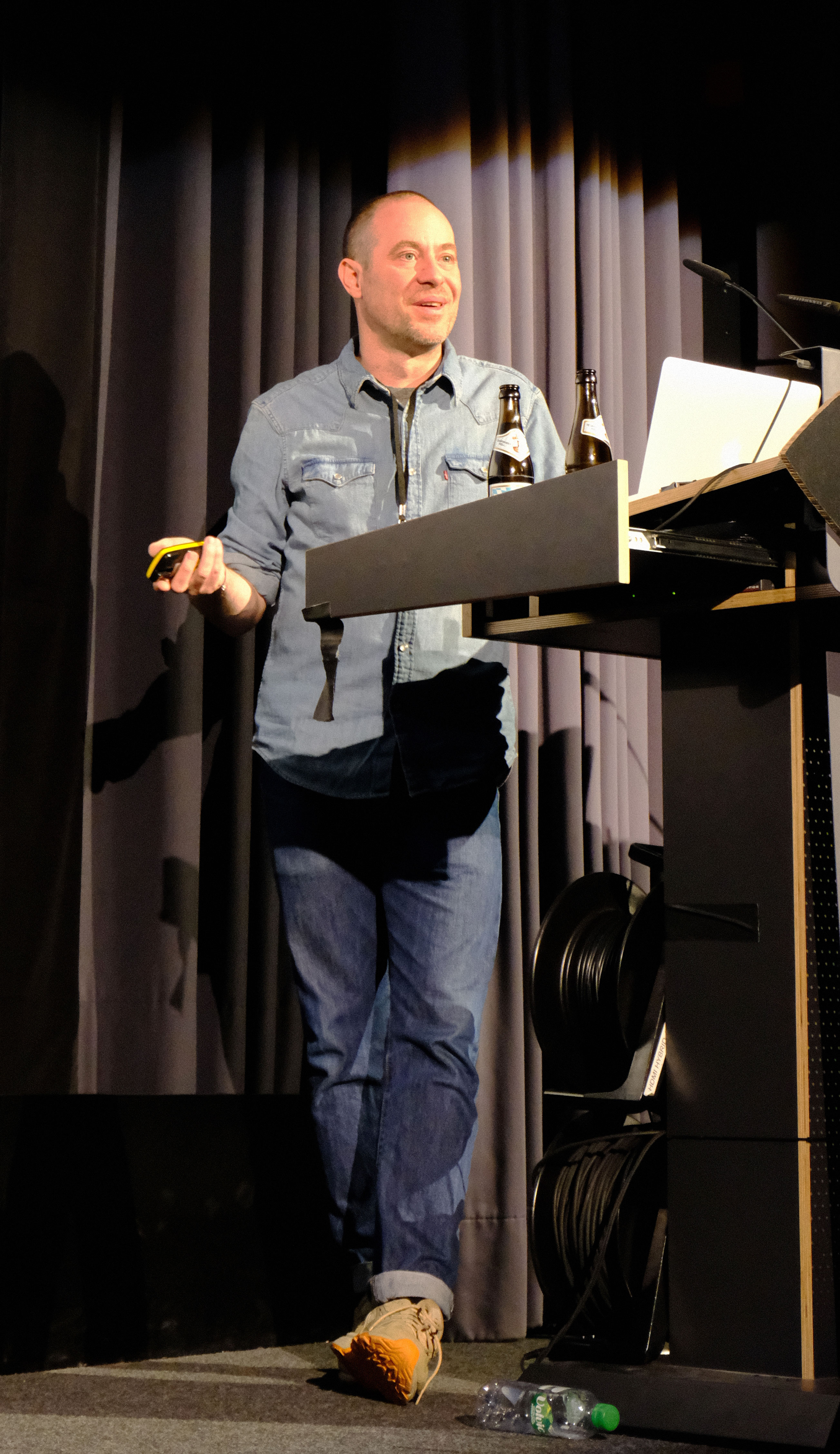
Mirko Borsche auf dem Forward Festival in München (2020)

Mirko Borsche (* 19. Dezember 1971 in Tegernsee) ist ein deutscher Typograf und Grafikdesigner.

## Biografie
Mirko Borsche war in seiner Jugend Graffiti-Sprayer, was laut eigener Aussage großen Einfluss auf seine Arbeit hatte. Von 1992 bis 1993 studierte er an der Kingston University und erreichte den Abschluss „Postgraduated Graphic Designer“. Danach hängte er in London einen Master-Abschluss an und studierte anschließend an der Fachhochschule für Gestaltung in Augsburg, wo er sich zum „Diplom Kommunikations-Designer FH“ ausbilden ließ.
Von 1996 bis 1997 arbeitete er als freier Art Director bei der Werbeagentur Start Advertising, unter anderem für Levis, MTV und Mercedes-Benz. Anschließend war er als Art Director bei Springer & Jacoby tätig. Von 2000 bis 2013 gestaltete er Plakate für die Plattenfirma Gomma. Er war mehrere Jahre verantwortlich für die Gestaltung des Magazins der Süddeutschen Zeitung sowie für die Gründung und Gestaltung des Magazins Neon. Seit 2007 ist er Creative Director für das Zeit-Magazin. Im Jahr 2000 erfüllte er einen Lehrauftrag in der Bauhaus-Universität Weimar und 2002 an der Fachhochschule Münster. Von 2001 bis 2014 war er Mitglied beim Art Directors Club Deutschland. Im Jahr 2007 wurde er zum Juror des Deutschen Designpreis berufen und ist gleichzeitig mit dem Visual Leader of the Year Award ausgezeichnet worden.
Im Jahr 2007 gründete er das Grafikdesignstudio Bureau Mirko Borsche in München und ist damit in den Bereichen Editorial Design, Buchgestaltung, Plakate und Websites tätig. Das Studio wurde vielfach international ausgezeichnet.
2019 war Borsche Teilnehmer an der Biennale in Venedig: Er schuf in Anspielung an den Begriff „Fake News“ ein täuschend echtes Fake-Biennale-Logo, das überall in der Stadt zu sehen war.

## Ausstellungen
- 2012: Die Neue Sammlung, München, „Unplugged. Bureau Mirko Borsche. Design Works!“
- 2008: Haus der Kunst, München, „Made in Munich – Editionen von 1968 bis 2008“, mit Georg Baselitz, Joseph Beuys, Marcel Broodthaers, Dan Flavin, Lucio Fontana, Richard Hamilton, Carsten Höller etc.
- 2008: POOL Gallery, Berlin, „Mondo Gomma Picture Show“, Einzelausstellung mit dem AMORE Magazin 4
- 2008: Scion Space Gallery, Los Angeles, „The Art Of Music“, mit P.A.M, La Boca, Museum Studio, Ill-Studio, So ME etc.
- 2007: Mailand Ausstellung in Zusammenarbeit mit dem italienischen Pig-Magazine während der Fashion Week
- 2006: „Amore“ für V Magazine, New York
- 2006: „Heimat als Utopie“, Tokio, Ausstellung kuratiert von 032C Magazine, mit Gomma, Amelie von Wulffen, Johnathan Meese, Konstantin Gricic, Andreas Hofer
- 2005: Bread&Butter, Barcelona, „MondoGomma Picture Show“
- 2005: Rocker 33, Stuttgart, „MondoGomma Picture Show“
- 2004: Beaneath Gallery, Stockholm, „The Midnight Division Group“, Gomma-Ausstellung
- 2003: C:C Room, Berlin, Poster Ausstellung mit Gomma

## Auszeichnungen
- 2007: Visual Leader of the Year. Lead Academy Germany/Lead Academy Deutschland